# Force d'inertie
 (décembre 2014).
Si vous disposez d'ouvrages ou d'articles de référence ou si vous connaissez des sites web de qualité traitant du thème abordé ici, merci de compléter l'article en donnant les références utiles à sa vérifiabilité et en les liant à la section « Notes et références ».
Une force d'inertie, ou inertielle, ou force fictive, ou pseudo-force est une force apparente qui agit sur les masses lorsqu'elles sont observées à partir d'un référentiel non inertiel, autrement dit depuis un point de vue en mouvement accéléré (en translation ou en rotation). La force d'inertie est donc une résistance opposée au mouvement par un corps, grâce à sa masse.
L'équation fondamentale de la dynamique, dans la formulation initiale donnée par Newton, est valable uniquement dans des référentiels inertiels (dits aussi galiléens). La notion de force d'inertie permet de généraliser cette équation aux référentiels non inertiels, et donc de décrire la dynamique dans ces référentiels. Les forces d'inertie sont dites fictives car elles ne découlent pas d'interactions entre objets, mais sont seulement la conséquence d'un choix de référentiel. Les forces d'inertie n'existent pas dans les référentiels galiléens.
Les forces d'inertie se décomposent généralement en deux composantes : la force d'inertie d'entraînement et la force d'inertie de Coriolis.

## Exemple simple

Forces subies par une voiture accélérée (masse M), son siège (masse négligeable) et son conducteur (masse m) dans un référentiel galiléen (en haut et au milieu) et dans leur propre référentiel accéléré (en bas). Dans le référentiel galiléen, ils sont soumis à des forces dont la résultante, non nulle, leur confère une accélération a. Dans leur propre référentiel, les forces d'inertie d'entraînement et équilibrent les autres forces et leur permettent de rester au repos.

La figure ci-contre illustre le cas d'une voiture qui accélère en ligne droite. On peut comparer le point de vue d'un piéton, supposé galiléen, qui observe depuis le trottoir, à celui de l'automobiliste :
- du point de vue du piéton (figure d'en haut), le frottement statique des roues sur la chaussée imprime au véhicule une accélération a. La force en question vaut (m+M)a, où M et m sont les masses respectives de la voiture et de son conducteur ;
- la figure du milieu représente le même point de vue, mais en considérant séparément la voiture, le siège (supposé de masse négligeable) et le conducteur. Ce dernier est accéléré par une force ma en provenance du siège, alors que la voiture reçoit une force (m+M)a de la chaussée et −ma du siège ;
- la figure du bas représente le point de vue non galiléen du conducteur. Celui-ci ressent une force d'inertie −ma qui le plaque vers l'arrière, ainsi que la réaction +ma de son siège qui le retient. La résultante est nulle et le conducteur est au repos dans son propre référentiel. La voiture subit la force d'inertie −Ma, l'action du siège −ma et l'action de la chaussée (m+M)a : la résultante est encore nulle et elle reste au repos.

Dans les deux cas, les forces d'interaction chaussée/voiture, voiture/siège et siège/conducteur sont les mêmes : ce sont les « vraies » forces, indépendantes du référentiel. On peut remarquer que les forces d'inertie servent ici à équilibrer ces forces afin de maintenir l'automobiliste et sa voiture au repos dans leur propre référentiel.

## Définition simple
La force d'inertie, pour la plupart des dictionnaires, est la résistance des corps au mouvement, résistance proportionnelle à leur masse.

## Formalisation
Soit (R) un référentiel galiléen centré en 0, et (R') un référentiel non galiléen centré en A, dont la rotation (instantanée) autour de (R) est donnée par le vecteur {\displaystyle {\vec {\Omega }}_{(\mathrm {R'/R} )}}. Soit un point M mobile de masse m subissant des forces de résultante {\displaystyle {\vec {\mathrm {F} }}}. Soit {\displaystyle {\vec {v}}_{\mathrm {r} }={\vec {v}}(\mathrm {M} )_{(\mathrm {R'} )}} la vitesse relative de M dans (R').
Alors, d'après la loi de composition des mouvements, en notant {\displaystyle {\vec {a}}_{\mathrm {a} }} l'accélération absolue dans (R), {\displaystyle {\vec {a}}_{\mathrm {r} }} l'accélération relative dans (R'), {\displaystyle {\vec {a}}_{\mathrm {e} }} l'accélération d'entraînement et enfin {\displaystyle {\vec {a}}_{\mathrm {c} }} l'accélération de Coriolis, on a :
{\displaystyle {\vec {a}}_{\mathrm {a} }={\vec {a}}_{\mathrm {r} }+{\vec {a}}_{\mathrm {e} }+{\vec {a}}_{\mathrm {c} }}
Or, d'après le principe fondamental de la dynamique, on a : {\displaystyle m\ {\vec {a}}_{\mathrm {a} }={\vec {\mathrm {F} }}}
D'où, dans (R'): {\displaystyle m{\vec {a}}_{\mathrm {r} }={\vec {\mathrm {F} }}-m{\vec {a}}_{\mathrm {e} }-m{\vec {a}}_{\mathrm {c} }}
En définissant les forces d'inertie {\displaystyle {\vec {\mathrm {F} }}_{\mathrm {ie} }=-m{\vec {a}}_{\mathrm {e} }} et {\displaystyle {\vec {\mathrm {F} }}_{\mathrm {ic} }=-m{\vec {a}}_{\mathrm {c} }}, on peut alors écrire le principe fondamental de la dynamique dans le référentiel (R') non galiléen :
| {\displaystyle m{\vec {a}}_{\mathrm {r} }={\vec {\mathrm {F} }}+{\vec {\mathrm {F} }}_{\mathrm {ie} }+{\vec {\mathrm {F} }}_{\mathrm {ic} }} |

La force {\displaystyle {\vec {\mathrm {F} }}_{\mathrm {ie} }} est appelée force d'inertie d'entrainement, et son expression développée est : 
| {\displaystyle {\vec {\mathrm {F} }}_{\mathrm {ie} }=-m{\vec {a}}_{\mathrm {e} }=-m\left[{\vec {a}}(\mathrm {A} )_{(\mathrm {R} )}+\left({\frac {\mathrm {d} {\vec {\Omega }}_{(\mathrm {R'/R} )}}{\mathrm {d} t}}\right)_{(\mathrm {R} )}\wedge {\overrightarrow {\mathrm {AM} }}+{\vec {\Omega }}_{(\mathrm {R'/R} )}\wedge ({\vec {\Omega }}_{(\mathrm {R'/R} )}\wedge {\overrightarrow {\mathrm {AM} }})\right]} |

Dans l'expression précédente :
- le terme {\displaystyle -m\left[\left({\frac {\mathrm {d} {\vec {\Omega }}_{(\mathrm {R'/R} )}}{\mathrm {d} t}}\right)_{(\mathrm {R} )}\wedge {\overrightarrow {\mathrm {AM} }}\right]} est la force d'Euler[1] ;
- le terme {\displaystyle -m\left[{\vec {\Omega }}_{(\mathrm {R'/R} )}\wedge ({\vec {\Omega }}_{(\mathrm {R'/R} )}\wedge {\overrightarrow {\mathrm {AM} }})\right]} est la force centrifuge[2] (ou axifuge).

La force {\displaystyle {\vec {\mathrm {F} }}_{\mathrm {ic} }} est appelée force d'inertie de Coriolis, et son expression développée est : 
| {\displaystyle {\vec {\mathrm {F} }}_{\mathrm {ic} }=-m{\vec {a}}_{\mathrm {c} }=-m2{\vec {\Omega }}_{(\mathrm {R'/R} )}\wedge {\vec {v}}_{\mathrm {r} }} |

## Quelques cas d'application simples

### Référentiel en accélération constante dans un référentiel galiléen
Supposons que (R') subisse une accélération constante {\displaystyle {\vec {a}}} dans (R).
(R') est donc animé d'un mouvement linéaire uniformément accéléré dans (R).
Dans (R'), il faut ajouter la force d'inertie d'entrainement {\displaystyle {\vec {\mathrm {F} }}_{\mathrm {ie} }} qui vaut alors simplement : {\displaystyle {\vec {\mathrm {F} }}_{\mathrm {ie} }=-m{\vec {a}}}
C'est ce qui se passe par exemple dans une voiture en ligne droite : la force d'inertie s'oppose à l'accélération de la voiture.

### Référentiel en rotation uniforme
Dans un manège tournant à la vitesse angulaire {\displaystyle \Omega }, nous avons tendance à nous éloigner du centre de rotation noté A ; cela est dû à la force d'inertie d'entrainement qui vaut alors :
{\displaystyle {\vec {\mathrm {F} }}_{\mathrm {ie} }=m\Omega ^{2}{\overrightarrow {\mathrm {AM} }}}
Cette force est encore appelée force centrifuge (ou axifuge) car elle a tendance à éloigner un objet de l'axe de rotation.

## La gravité en tant que force d'inertie
Pour un article plus général, voir Relativité générale.
La notion de force d'inertie apparaît en relativité générale,. Les forces d'inertie sont toujours proportionnelles à la masse de l'objet sur lequel elles agissent, ce qui est aussi le cas de la gravité. Ceci a conduit Albert Einstein à se demander si la gravitation était aussi une force d'inertie. Il remarque qu'un observateur en chute libre dans une pièce fermée ne ressent pas la gravité, et peut se croire dans un référentiel inertiel (c'est le principe d'équivalence). Ceci a conduit Einstein à formuler une théorie où la gravitation est une pseudo-force due à la courbure de l'espace-temps. Cette idée est le fondement de la relativité générale.